# 郭炳江
郭炳江（英語：Thomas Kwok，1951年10月6日—），香港企業家，廣東省中山石岐人，澳門出生，香港長大，新鴻基地產聯合創辦人郭得勝次子，郭炳湘（已故）之二弟及郭炳聯之二兄。

## 生平
郭炳江出生時患有「小耳症」，雙耳天生沒耳道，要接受手術及戴助聽器植入耳道內。幼時家族經營雜貨批發等，小一至中五均就讀慈幼學校及慈幼英文學校。1969年中五畢業後到英國升學，取得英國倫敦商学院工商管理碩士學位及倫敦大學帝國學院土木工程系學士學位。
郭炳江是新鴻基地產發展有限公司前任董事局聯席主席兼前任董事總經理，亦是三號幹線（郊野公園段）有限公司主席、IFC Development Limited 聯席主席及東亞銀行有限公司前任獨立非執行董事。
在地產業界，他是香港地產建設商會第一副會長。後來獲香港特區政府委任為臨時建造業統籌委員會委員及可持續發展委員會成員。及後，他擔任營商諮詢小組成員、土地及建設諮詢委員會、註冊承建商懲戒處分委員會及香港總商會工業事務委員會之委員、建造商會物業管理委員會主席及香港建造商會幹事。
在社區參與方面，他曾出任香港公益金董事、社會福利政策及服務委員會及香港公開進修學院校董會之委員。他曾被選為廣州市榮譽市民及第九屆中國人民政治協商會議上海市委員會的常務委員。同時，他亦為慈幼學校(小學)及慈幼英文學校(中學)的校友，為母校辦事，校內的409室亦以其命名。
1991年他獲政府委任為市政局議員，至1993年離任。
他於1994年起信奉基督新教，並於同年12月與太太梁潔芹一同洗禮。
政府於2018年3月2日刊憲，宣佈撤除郭炳江的銀紫荊星章，並同時褫奪太平紳士身份。

## 家庭成員
- 太太：梁潔芹

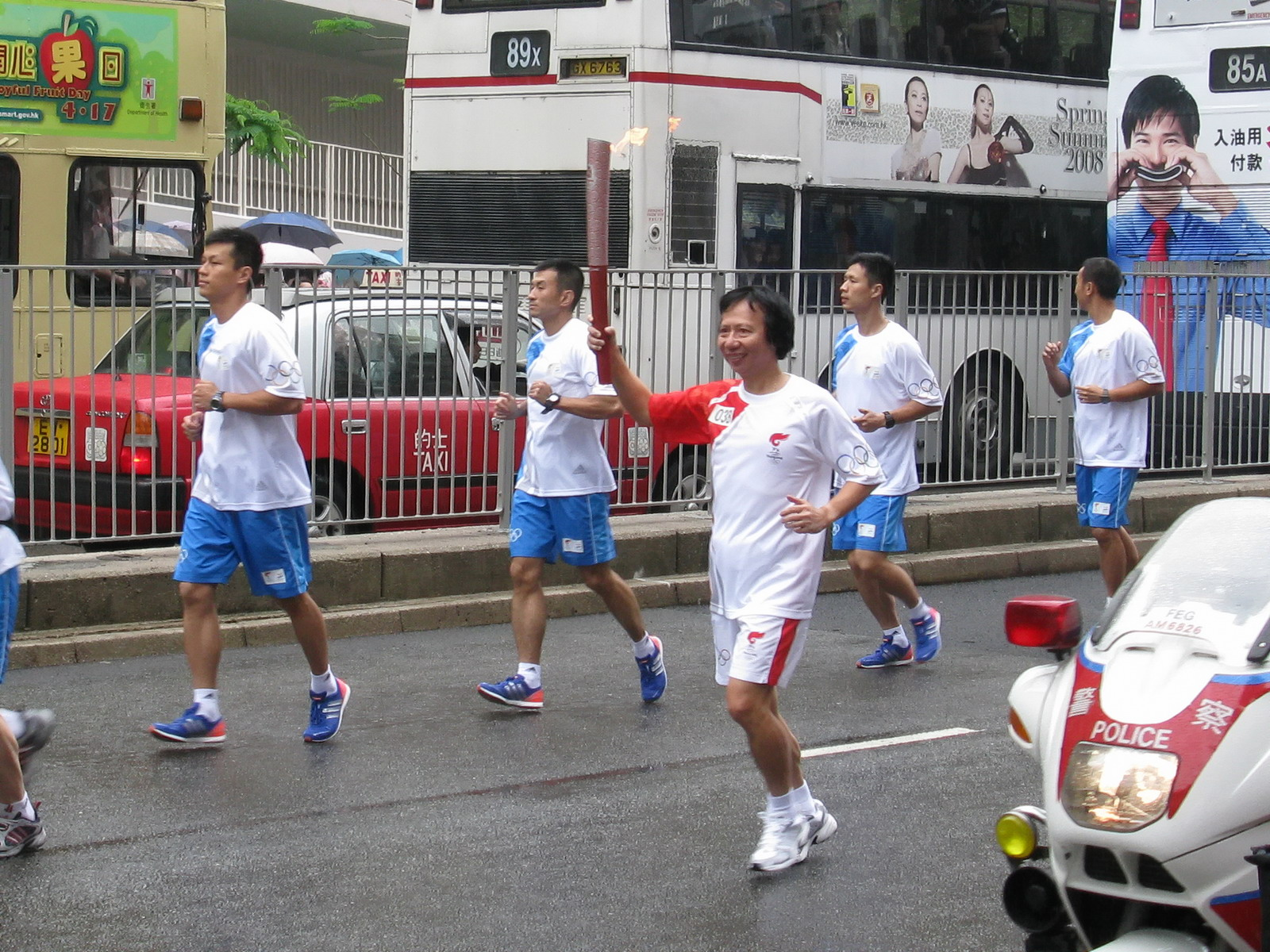
郭炳江參與2008年夏季奧林匹克運動會香港火炬接力

- 女兒：郭曉妍（Noelle），前女婿：呂慶耀[5]
- 兒子：郭基煇（Adam）（1983年－）

## 涉嫌賄賂被捕入獄
- 2012年3月29日，香港廉政公署邀請新鴻基地產董事局聯席主席郭炳江、郭炳聯，與及前政務司司長許仕仁到廉署總部協助調查一宗貪污案，同日傍晚，廉政公署正式宣佈拘捕三人。[6][7]
- 2012年7月13日，香港廉政公署正式起诉前政务司司长许仕仁、新鸿基地产董事局聯席主席郭炳江、郭炳联、新鸿基执行董事陈鉅源和港交所前高级副总裁关雄生。
- 2014年12月19日，郭炳江在高等法院被陪審團以七比二裁定一條串謀公職人員行為失當罪罪成，於當日傍晚即時收監，還押荔枝角收押所。
- 2014年12月23日，法官判處郭炳江監禁5年、罰款50萬港元及下令禁止他出任任何公司董事5年。
- 2014年12月29日，郭炳江代表律師代郭炳江正式向法庭提上訴，指法官引導陪審團出錯，而且陪審團的裁決不合常理。[8]
- 2016年7月12日，終審法院批准郭炳江就貪賄案的上訴許可申請，並且准許他以一千萬港元保釋外出。[9]
- 2017年6月14日，郭炳江終審上訴失敗，須重返監獄服刑。[10]
- 2018年3月2日，郭炳江於2007年獲頒授之銀紫荊星章被政府褫奪，其太平紳士委任亦被撤銷。[11]
- 2019年3月21日，郭炳江刑滿，於早上9:30步出赤柱監獄。[12]

## 榮譽
- 銀紫荊星章（2018年被褫奪）
- 太平紳士（2018年被褫奪）

## 外部連結
- 新鴻基地產發展有限公司:董事及行政架構
- 郭炳江見證